# Xã Highland, Quận Cass, Bắc Dakota
Xã Highland (tiếng Anh: Highland Township) là một xã thuộc quận Cass, tiểu bang Bắc Dakota, Hoa Kỳ. Năm 2010, dân số của xã này là 94 người.